# Эфендиев, Ялчин Гейдар оглы
Эфендиев Ялчин Гейдар оглы (24 июля 1937, Баку — 10 декабря 2019, Баку) — азербайджанский кинорежиссёр, сценарист и продюсер. Народный артист Азербайджанской Республики (2007).

## Биография
Ялчин Эфендиев родился 24 июля 1937 года в Баку в интеллигентной семье. Окончил русскую школу № 6 в Баку. Ещё в 9-м классе мечтал поступить во Всесоюзный государственный институт кинематографии (ВГИК) в Москве, но по настоянию родителей поступил на Геолого-географический факультет. Во время учёбы узнал о возможности поступления в ВГИК для лиц с высшим образованием и воспользовался этим шансом. Во ВГИКе он учился у таких мастеров, как Лев Кулешов и Борис Белокуров.
После окончания ВГИКа вернулся в Баку и начал работать ассистентом. Вскоре снял киноочерк о Сулеймане Демиреле.
Работая на киностудии «Азербайджанфильм», Ялчин Эфендиев снял несколько документальных и художественных фильмов. Одним из его успешных проектов стал фильм «Как хорошо, что на свете есть Самед Вургун», за который он вместе с коллегами — сценаристом Исмаилом Шихлы и оператором Зауром Магеррамовым — в 1976 году был удостоен премии Ленинского комсомола Азербайджанской ССР.
Ялчин Эфендиев некоторое время руководил отделом хроникально-документальных и научно-популярных фильмов на киностудии «Азербайджанфильм». В этот период было создано множество фильмов, посвящённых истории и культурным ценностям Азербайджана.
После восстановления цеха анимации на киностудии «Азербайджанфильм», первым анимационным фильмом стал фильм «Джыртдан» (1969), снятый Ялчином Эфендиевым. Этот фильм заложил основу для последующего развития азербайджанской анимации.
Единственным полнометражным художественным фильмом Ялчина Эфендиева стал «Берег воспоминаний».
Ялчин Эфендиев преподавал в Азербайджанском государственном университете культуры и искусств.
Скончался 10 декабря 2019 года в Баку и был похоронен на Второй Аллее почётного захоронения
.

## Фильмография

### Полнометражные фильмы
- Берег воспоминаний (1975)

### Документальные фильмы
- Как хорошо, что на свете есть Самед Вургун (1976)
- Письма Самеду Вургуну (1977)
- Земля Вургуна (1978)
- Легенда о Шахбазе (1981)
- Героические страницы (1982)
- Завещание Шах Исмаила (1983)

### Анимационные фильмы
- Джыртдан (1969)

## Награды и заслуги
- Ленинская премия комсомола Азербайджанской ССР (1976)
- Заслуженный деятель искусств Азербайджанской ССР[4] (1 декабря 1982)
- Народный артист Азербайджанской Республики[5] (1 августа 2007)
- Персональная пенсия Президента Азербайджанской Республики (30 июля 2012)[6]